# Bạo loạn Escambray
Bạo loạn Escambray là một cuộc xung đột kéo dài sáu năm (1959–1965) ở Dãy núi Escambray do một số nhóm nổi dậy chống lại chính phủ Cuba dưới quyền lãnh đạo của Fidel Castro. Vụ bạo loạn này còn được chính phủ Cuba gọi là Cuộc chiến Đánh dẹp Thổ phỉ hoặc Trấn áp Thổ phỉ (tiếng Tây Ban Nha: Lucha contra Bandidos).
Thành phần phe nổi dậy là sự kết hợp giữa đám cựu binh Batista, nông dân địa phương và những cựu du kích cánh tả, từng cùng Castro kề vai sát cánh đánh đổ Batista trong cuộc Cách mạng Cuba. Kết quả cuối cùng là quân cách mạng Cuba đã tiêu diệt toàn bộ phiến quân vào năm 1965.

## Bối cảnh
Cuộc nổi loạn bắt đầu gần như ngay lập tức sau khi Cách mạng Cuba thành công năm 1959. Đều do nhóm cựu du kích đã từng tham gia đánh đổ chế độ Batista trước đây, nhưng bác bỏ con đường xã hội chủ nghĩa mà Cách mạng Cuba tiến hành và mối quan hệ mật thiết về sau với Liên Xô. Giới nông dân sở hữu đất nhỏ, những người bất đồng với việc chính phủ xã hội chủ nghĩa tập thể hóa đất nông nghiệp ở Cuba cũng đóng vai trò trung tâm trong cuộc nổi dậy bất thành. Vụ bạo loạn này còn được CIA và chính quyền Eisenhower bí mật hậu thuẫn vì Castro có quan hệ với Liên Xô.
Tầng lớp nông dân thôn làng gọi là guajiro nhận được sự trợ giúp từ cựu binh phe Batista nhưng hầu hết dưới sự lãnh đạo của nhóm phiến quân Directorio Revolucionario Estudantil (Phong trào 13 tháng 3), chẳng hạn như những thành viên chống cộng Osvaldo Ramirez và Comandante William Alexander Morgan, cả hai đều từng có thời giao chiến với quân casquitos của Batista trong cùng chỉ vài năm trước đây (chính Morgan bị hành quyết năm 1961, rất lâu trước khi cuộc kháng chiến kết thúc). Ramirez và Morgan được phía Mỹ coi là những lựa chọn ủng hộ dân chủ tiềm năng cho Cuba và đã cử những người Cuba lưu vong do CIA huấn luyện nhằm mục đích đẩy mạnh và truyền bá thông tin rằng họ là một lựa chọn thay thế cho Castro.

## Diễn biến
Chính CIA đã chu cấp một số viện trợ cho quân nổi dậy nhưng rút toàn bộ sự hỗ trợ sau khi Sự kiện Vịnh Con Lợn thất bại vào năm 1961, cuối cùng khiến cho vụ bạo loạn chìm trong thảm bại. Chiến thuật chính của chính phủ Cuba là triển khai hàng nghìn quân chống lại các nhóm nhỏ nổi dậy, hình thành các vòng vây ngày càng xiết chặt. Các nhà lãnh đạo cộng sản mà Castro cử đến quét sạch Dãy núi Escambray đều nhận được lệnh tiêu diệt phiến quân. Chỉ huy nhóm phiến quân Lucha contra Bandidos (LCB) chính là Commandantes Raul Menendez Tomassevich, một thành viên sáng lập ra Đảng Cộng sản Cuba và Lizardo Proenza.

## Thất bại
Do số lượng quân ít ỏi và việc thiếu sự trợ giúp từ bên ngoài, đặc biệt là nguồn tiếp tế, cuối cùng đã dẫn đến thất bại của quân nổi dậy. Số lượng áp đảo binh lính du kích chống cộng sản thường chiến đấu cho đến chết. Quân đội Cách mạng Cuba thường sử dụng các đội hình dân quân tiến hành vây quét, gây thiệt hại đáng kể cho phía chính phủ nhưng cuối cùng họ lại giành chiến thắng trong cuộc chiến này. Cố vấn Liên Xô-Tây Ban Nha Francisco Ciutat de Miguel, là người có mặt trong Sự kiện Vịnh Con Lợn, đóng một vai trò quan trọng trong chiến dịch bình định. Castro sử dụng lực lượng áp đảo, có lúc điều động tới 250.000 người, gần như tất cả (gồm 3.500 trong số 4.000 người thiệt mạng của chính phủ) đều là dân quân. Vụ bạo loạn sau cùng đã bị Castros dập tắt là nhờ ông tận dụng số lượng lớn dân quân áp đảo nhóm phiến quân. Một số phiến quân không chịu nổi hỏa lực của chính phủ đành phải hạ vũ khí ra đầu hàng nhưng bị xử bắn ngay lập tức. Chỉ một số ít tên là trốn thoát được.

## Di sản
Cuộc chiến Đánh dẹp Thổ phỉ thực sự kéo dài và có sự tham gia của nhiều binh lính hơn so với trong những trận giao tranh với lực lượng của Batista trước đây. Nhà lãnh đạo của chính phủ Cuba từng tham chiến trong vụ bạo loạn này là Víctor Dreke đã đưa ra quan điểm ủng hộ Castro trong cuốn sách xuất bản năm 2002 của ông nhan đề Từ el Escambray đến Congo, cuốn sách từng gây xôn xao dư luận vì lên án gay gắt những đồng đội cũ trong cuộc chiến chống Batista. Tuy vậy, Dreke cũng mô tả chiến thuật và tư duy của quân đội chính phủ Cuba cũng như việc sử dụng vũ lực một cách tàn nhẫn và thái độ không bắt làm tù binh.
Raúl Castro từng tuyên bố trong một bài phát biểu năm 1970 rằng nhóm phiến quân đã giết chết 500 binh sĩ của Quân đội Cách mạng Cuba. Không rõ số người chết của nhóm phiến quân và những thành phần khác tham gia vào vụ bạo loạn (chẳng hạn như dân thường và dân quân ủng hộ chính phủ). Ước tính tổng số quân nhân tử vong là từ 1.000 đến 7.000 người.